# Los reyes del sol
Los reyes del sol (en versión original, Kings of the Sun) es una película DeLuxe Color de 1963 dirigida por J. Lee Thompson para Mirisch Productions ambientada en Mesoamérica en la época de la conquista de Chichén Itzá por Hunac Ceel. Las escenas de localización fueron filmadas en Mazatlán y Chichén Itzá. La película marca el segundo proyecto que Thompson completa con Yul Brynner en un año; el otro fue Taras Bulba.

## Argumento
Balam (George Chakiris) es hijo del gobernante de una ciudad-estado maya cuya gente usa espadas de madera (con filos de obsidiana). Su padre muere en la batalla contra rivales armados con hojas de metal liderados por Hunac Ceel (Leo Gordon). Balam accede al trono, pero sus asesores, incluido el sacerdote principal, lo convencen para alejarse, junto con parte de su pueblo, de Yucatán a un lugar donde puedan recuperar su fuerza y regresar para luchar de nuevo otro día. Balam, conocedor de una antigua leyenda, apuesta por adentrarse en el mar y navegar hacia unas tierras desconocidas.
Cuando el grupo de Balam llega al pueblo de pescadores situado en sus dominios, observan que estos poseen muchos barcos, Balam ordena que la población del asentamiento se una a él con sus barcos. El jefe del asentamiento aceptará si Balam acepta casarse con su hija, Ixchel (Shirley Anne Field), y convertirla en reina. Balam está de acuerdo.
La nueva tierra a la que llegan al otro lado del Golfo, es una provincia ocupada por una tribu de nativos liderada por Águila Negra (Yul Brynner). Suspicaces ante estos inmigrantes extraños no deseados, deciden explorar. En una pequeña incursión para capturar a uno de los mayas, Águila Negra es herido y llevado cautivo al asentamiento fortificado de los mayas. El interés amoroso de Balam, Ixchel, atiende las heridas del indio y gana un pretendiente interesado, uno que es más comunicativo con su amor por ella.
Balam, bajo presión para reanudar su costumbre de sacrificios humanos con Águila Negra, algo a lo que siempre ha estado en contra decide en el último momento liberar a Águila Negra.
Finalmente, los dos líderes acuerdan coexistir en paz y aprender los unos de los otros. La convivencia se hace difícil entre ambos pueblos. Sin embargo, por una cuestión de celos, los dos líderes se pelean por Ixchel y los nativos americanos se van, justo cuando Hunac Ceel encuentra a Balam y su gente. El ejército de Hunac Ceel monta un furioso ataque, pero finalmente es derrotado por el frente unido de indios y mayas trasplantados. Águila Negra muere en la lucha, resolviendo el triángulo amoroso.

## Reparto
- Yul Brynner como Jefe Águila Negra
- George Chakiris como Balam
- Shirley Anne Field como Ixchel
- Richard Basehart como Ah Min
- Brad Dexter como Ah Haleb
- Barry Morse como Ah Zok
- Armando Silvestre como Isatai
- Leo Gordon como Hunac Ceel
- Victoria Vetri como Ixzubin
- Rudy Solari como Pitz
- Ford Rainey como el jefe

## Producción
Los hermanos Mirisch, United Artists y Yul Brynner habían disfrutado de un buen éxito colaborando en Los siete magníficos y firmaron un contrato de tres películas en 1961. Walter Mirisch escribió en sus memorias que Los reyes del Sol comenzó cuando Arnold Picker, de United Artists, leyó un artículo sobre los constructores de montículos de México. Dado que Los Siete Magníficos se había ambientado también en México, pensó que Brynner sería ideal para protagonizar una película sobre los indios mexicanos ante lo cual Brynner estaba entusiasmado. Mirisch encargó un tratamiento original para una película de Elliott Arnold que teorizaba sobre lo que le sucedió a la civilización maya y quién construyó los montículos en los EE. UU. actuales específicamente como un vehículo para Brynner. Existe una hipótesis histórica, sobre la cual prosiguen las investigaciones, de que hace más de mil años los mayas huyeron de su tierra natal a la zona del actual Texas donde intercambiaron tecnología con los indígenas locales.
La película se conocía originalmente como The Mound Builders (Los constructores de montículos). A Brynner le gustó tanto el tratamiento que accedió a hacerla como primera película dentro de su contrato por tres películas.
Arnold escribió el guion original. Walter Mirisch comentó que no estaba satisfecho con él y logró que James Webb escribiera un nuevo borrador. Lewis Rachmil fue contratado para la producción.
Anthony Quinn fue elegido inicialmente como coprotagonista de Brynner. Lee Thompson firmó para dirigir como parte de un contrato conjunto de filmación de cuatro películas con los Mirisch.
Brynner acabó apareciendo en Patrulla de rescate antes que en Los reyes del Sol; esa película fue coprotagonizada por George Chakiris, quien también tenía un contrato de múltiples películas con los Mirisch, y volvería a formar equipo con Brynner en esta nueva película en lugar de Quinn. Thompson tenía a Shirley Anne Field bajo contrato personal para dos películas y fue elegida como la protagonista femenina.
"La película tiene algo que decir sobre la pena capital y la coexistencia pacífica", dijo Brynner poco después de que terminara la filmación. "Creo que es uno de los mejores trabajos que ha dirigido Lee. No solo usa miles de extras; cree que al público ya le importa menos que la historia sea sobre las relaciones entre las personas. Y Lee tiene un talento extraordinario para pasar de lo espectacular a la historia personal".
Thomson había hecho previamente una película sobre la pena capital, Mientras espera la noche, y dijo que Los reyes del Sol trataba un tema similar. "Alrededor del 98% de los que ven la imagen dirán que es una historia sobre la civilización maya y cómo el sacrificio está mal", predijo Thompson. "Sin embargo, el dos por ciento dirá que el director está trazando un paralelo moderno con la pena capital, que ha hecho otra película contra la pena capital. Y estaré encantado." 

## Recepción
Los reyes del Sol no tuvo éxito, ni crítica ni comercialmente. No se hizo por las razones correctas, y eso suele ser una desventaja insuperable. A nuestro equipo creativo le faltaba pasión por lo que hacíamos y sus valores comerciales no podían superar eso. Al no estar entusiasmado con eso, debería haber tomado una posición. Simplemente dejando que el proyecto pasara de una etapa a la siguiente, permití que progresara más de lo que debería. Arnold Picker estaba entusiasmado y siguió insistiendo, pero los problemas de hacer la película y su contenido no eran su responsabilidad. Siempre me culpé por su fracaso. Lo había pensado como un vehículo para el poder estelar de Yul Brynner, quien era una estrella internacional importante por entonces. Pero esa no era razón suficiente para hacer una película sobre la que tenía serias dudas.

### Recepción de la crítica

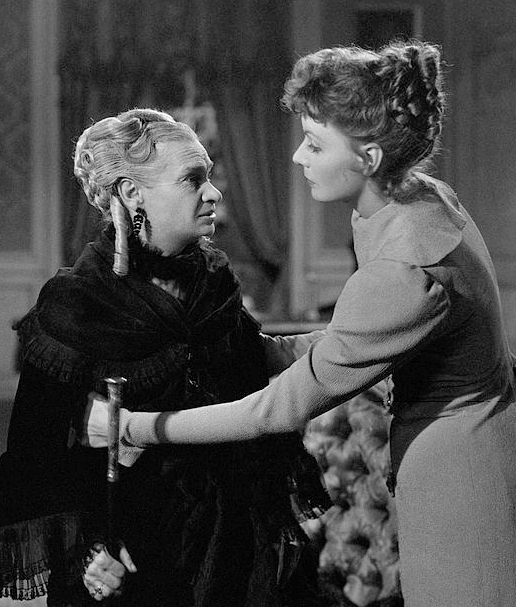
El cabello gris de Maria Ouspenskaya (izquierda) en la película Conquest de 1937.

Los críticos tendieron a recibir la película negativamente debido a su presentación demasiado pesada y melodramática. El crítico de cine del New York Times, Bosley Crowther, le dio a la película una crítica mixta y escribió: "Miss Field parece un espécimen pálido entre los pieles rojas, pero le va mejor que al pobre Richard Basehart. Como el sumo sacerdote de los mayas, envuelto en vestidos sucios y adornado con una peluca gris montañosa, se ve exactamente como la difunta Maria Ouspenskaya . J. Lee Thompson, el director que endosó la Taras Bulba del año pasado a un público desprevenido de Navidad, lo ha vuelto a hacer".

### Novelización
Lancer Books encargó una novelización en rústica del guion, de Harold Calin, un novelista de bolsillo ubicuo de la época, mejor conocido por sus novelas de hombres en guerra, y se lanzó para coincidir con el lanzamiento de la película. Su texto ocupa 122 páginas en letra muy pequeña (típica de la época) y los derechos de autor ©1963 de Mirvish Company. El precio en la portada: 40¢.